# Prong
«Prong» (в переводе с англ. — «вилы») — американская грув-метал-группа, образовавшаяся в 1986 году в Нью-Йорке. Коллектив основан вокалистом и гитаристом Томми Виктором, который на протяжении всего существования Prong является единственным его постоянным участником. В настоящее время, помимо Виктора, в состав также входят Джейсон Кристофер (бас-гитара, бэк-вокал) и Арон Росси (ударные). За всю творческую деятельность Prong выпустили двенадцать студийных альбомов, среди которых Cleansing оказался наиболее успешным.
Джонатан Дэвис из Korn, Райан Кларк из Demon Hunter и Трент Резнор из Nine Inch Nails говорили о Prong, как об одной из групп, оказавших влияние на формирование их собственного музыкального стиля.

## История группы
После образования коллектива музыканты записали и выпустили два релиза: EP Primitive Origins и полноформатный студийный альбом Force Fed. Обе пластинки были выдержаны в стиле кроссовер-трэш. После ряда концертных выступлений, молодая группа была замечена лейблом Epic Records, с которым был заключён контракт. В 1990 году выходит второй студийный альбом Prong Beg to Differ, являющийся одной из первых работ в жанре грув-метал. Представители Epic Records всячески продвигали музыкантов; по настоянию лейбла коллектив выступил в эфире телепередачи Headbangers Ball на MTV.
Записанная и выпущенная в 1991 третья студийная пластинка Prove You Wrong была замечена массовой публикой. В США альбом был продан тиражом в 116 721 экземпляров. Prove You Wrong несколько отличался от предыдущих работ группы и содержал элементы индастриал-рока и индастриал-метала, набиравших в то время популярность. Следующий студийный альбом Cleansing, вышедший в 1994 году, снискал коммерческий успех. Пластинка была зарегистрирована в чартах Австрии, Германии, Швейцарии и Великобритании, а также была продана тиражом более, чем 320 000 копий. Пятый студийный альбом Rude Awakening, поступивший в продажу в 1996 году, также был успешен. Тем не менее, по продажам он не смог превзойти своего предшественника Cleansing.
Несмотря на неплохой коммерческий успех Cleansing и Rude Awakening, Epic Records всё же были не довольны продажами дисков группы. Лейбл разорвал контракт с коллективом. Музыканты не нашли поддержки от сторонних звукозаписывающих компаний и участники Prong занялись другими проектами. В результате группа прекратила какую-либо деятельность в 1997 году.
В 2000 году группа вернулась на сцену. Коллектив подписал контракт с Locomotive Music. Первым релизом группы на этом лейбле стал концертный диск 100 % Live. Вскоре был записан альбом Scorpio Rising, релиз которого состоялся в 2003. Затем музыканты провели масштабный концертный тур.
В июне 2007 года стало известно, что Prong начали сотрудничество с лейблом Эла Йоргенсена 13th Planet Records; уже в октябре был выпущен седьмой студийный альбом Power of the Damager. В 2009 году Prong представили альбом ремиксов Power of the Damn Mixxxer, куда вошли переработанные композиции с Power of the Damager.
В 2012 году выходит восьмая пластинка Carved Into Stone, за которой последовало турне.
Осенью 2013 года был анонсирован девятый студийный альбом Ruining Lives, а 23 апреля 2014 года состоялся его релиз, в поддержку которого музыканты организовали крупный концертный тур. Осенью 2014 года прошла европейская часть тура.
31 марта 2015 года группа выпустила кавер-альбом Songs from the Black Hole, а годом позже — одиннадцатый студийный альбом X — No Absolutes. Его продюсерами выступили Крис Коллиер и Томми Виктор. Альбом поднялся до 7 строчки хит-парада Top Heatseekers. Осенью 2016 года прошло турне в Европе в компании с Exodus и Obituary.
В этот же период времени из трио выпадает басист Джейсон Кристофер, на какое-то время его заменил Майк Лонгворт, работавший с группой в период с 2003 по 2006 год. С ним записывается новый лонгплей, Zero Days, вышедший в свет 28 июля 2017 года. Но ещё до его выхода было объявлено о том, что Лонгворт покинет Prong по семейным обстоятельствам и на его место возвращается Джейсон Кристофер. Всё лето 2017 года музыканты провели с концертами в Европе, а в начале августа, они отыграли концерт на польском фестивале Woodstock. Вернувшись на родину, ансамбль продолжил раскрутку Zero Days выступлениями на Западном побережье вместе с Powerflo, а в августе 2018 года вновь посетили Европу для серии шоу с Dew-Scented. Группа также отметилась на фестивале Reload в Зулингене.
В 2019 году группа отмечала 20-летний юбилей с момента выхода своего самого известного альбома Cleansing. В рамках этой кампании на шоу исполнялись преимущественно песни с этого диска, состоялось юбилейное переиздание с эксклюзивным оформлением.
Следующим релизом Prong стал EP Age of Defiance, выпущенный 29 ноября 2019 года. Также ведётся работа над новым полноформатным студийным альбомом.
В 2020 году активность коллектива была снижена из-за пандемии COVID-19. В следующем, 2021 году, Prong вернулся к концертной деятельности, на осень запланированы гастроли по США вместе с Black Label Society и Obituary.

## Состав

Текущий состав Prong
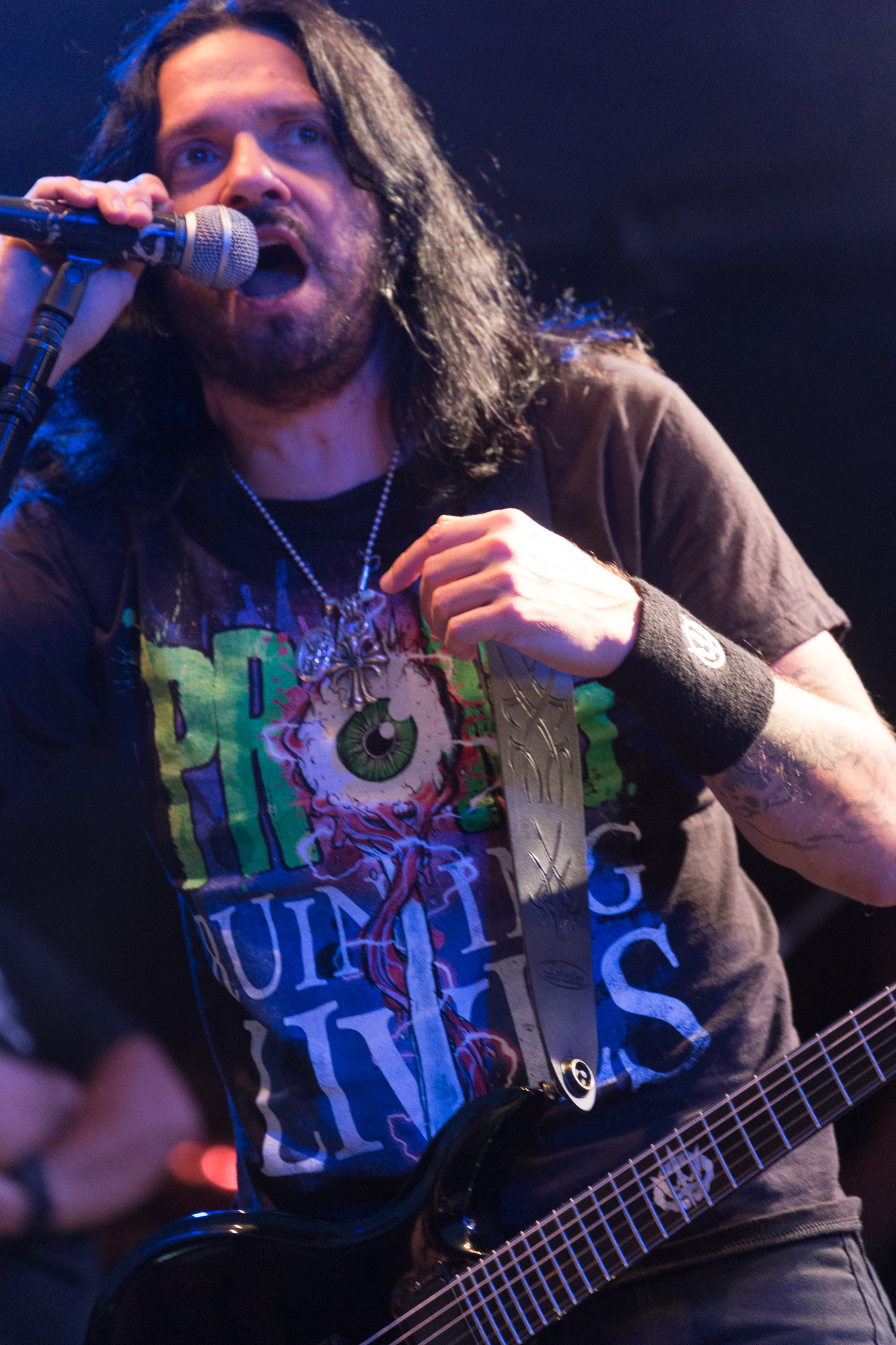
Томми Виктор
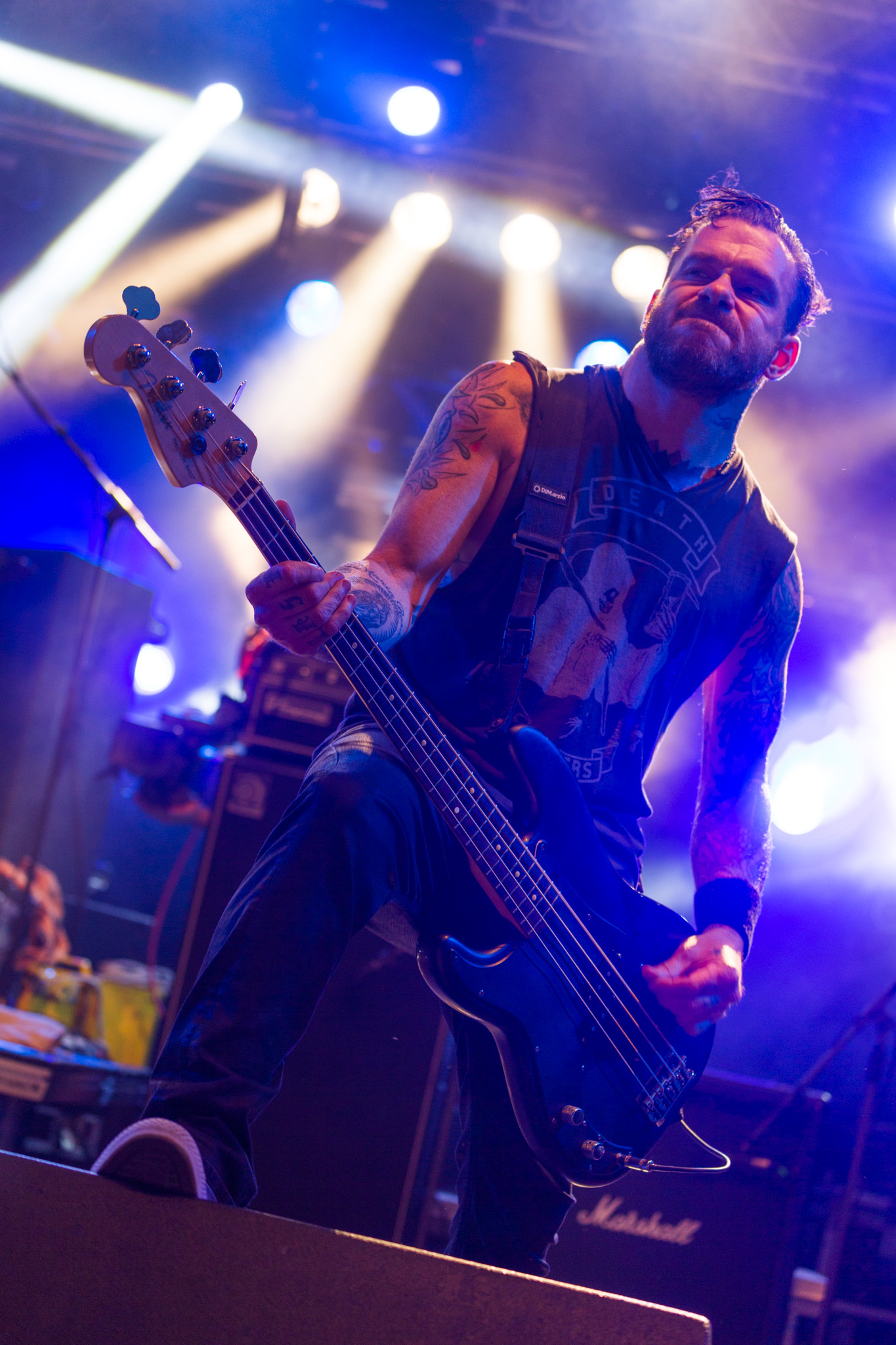
Джейсон Кристофер
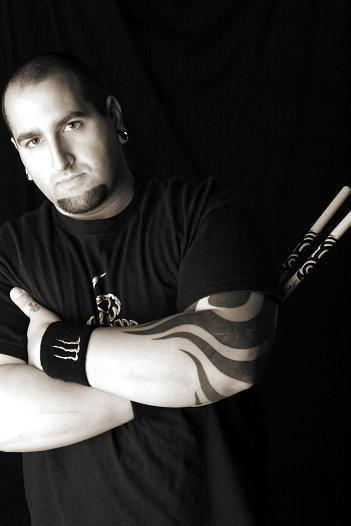
Арон Росси

| Нынешний состав: - Томми Виктор — вокал, гитара (1986—настоящее время) - Джейсон Кристофер — бас-гитара, бэк-вокал (2011—настоящее время) - Арон Росси — ударные (2005—2009, 2017—настоящее время) | Бывшие участники: - Тед Парсонс — ударные (1987—1997) - Джон Темпеста — ударные (1997) - Айвен де Пруме — ударные (2000) - Арт Крус — ударные (2014—2018) - Ден Лаудо — ударные (2002—2005) - Арон Росси — ударные (2005—2009) - Алекси Родригес — ударные (2009—2013) - Рич Гонсалес — гитара (2000—2002) - Майк Лонгворт — бас-гитара (2002, 2006–2009), гитара (2002, 2003–2006) - Монте Питтмен — бас-гитара (2003—2006, 2016—2017) - Тони Кампос — бас-гитара (2009—2012) - Майк Киркленд — бас-гитара, бэк-вокал (1986—1990) - Пол Рейвен — бас-гитара (1992—1996) - Трой Грегори — бас-гитара (1991—1993) - Джозеф Бишара — клавишные (1994) - Джон Бечдел — клавишные, программирование (1993—1995) |

## Дискография

### Демо
- Demo 86 (1986)

### Синглы
- «Broken Peace» (1994)
- «Face Value» (1996)
- «Rude Awakening Remixes» (1996)
- «Power of the Damager (Infinite Vulnerability Mix)» (2009)
- «Turnover» (2014)

### EP
- The Peel Sessions (1990)
- Whose Fist Is This Anyway (1992)
- Snap Your Fingers, Break Your Back (The Remix EP) (1993)
- Age of Defiance (2019)

### Студийные альбомы
- Primitive Origins (1987)
- Force Fed (1988)
- Force Fed (Reissue) (1989)
- Beg to Differ (1990)
- Prove You Wrong (1991)
- Cleansing (1994)
- Rude Awakening (1996)
- Scorpio Rising (2003)
- Power of the Damager (2007)
- Power of the Damn MiXXXer (2009)
- Carved Into Stone (2012)
- Ruining Lives (2014)
- Songs From the Black Hole (2015)
- X — No Absolutes (2016)
- Zero Days (2017)
- State of Emergency (2023)